# María Blanchard
María Blanchard (Santander, 6 marzo 1881 – Parigi, 5 aprile 1932) è stata una pittrice spagnola.

## Biografia
Maria Blanchard nacque come María Gutiérrez-Cueto y Blanchard il 6 marzo 1881 a Santander, figlia di Concepción Blanchard Santisteban e del giornalista Enrique Gutiérrez Cueto. Fu affetta fin dalla nascita da diversi problemi fisici, in particolare da una deformità della spina dorsale (cifoscoliosi), forse conseguenza di una caduta accidentale della madre durante la gravidanza. Sin da bambina fu costretta a camminare con un bastone, e a causa di questa infermità subì spesso la derisione dei compagni di scuola, dai quali venne soprannominata "la strega". Il padre e il cugino Germán Cueto, artista messicano, la spronarono a disegnare.

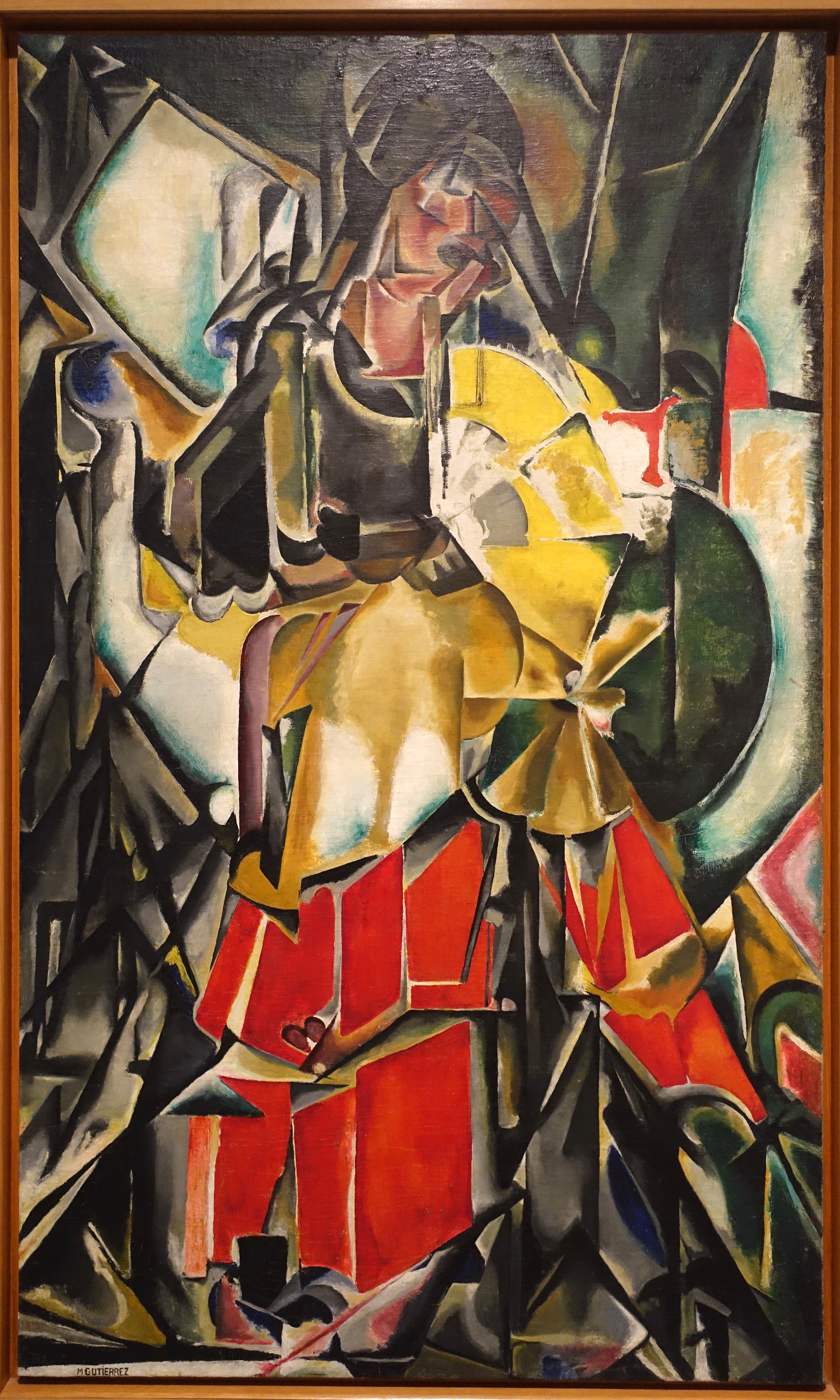
Donna con ventaglio, 1916, olio su tela, conservato al Museo Nacional Centro de Arte Reina Sofía di Madrid

Nel 1903 Maria si trasferì a Madrid e studiò alla Real Academia de Bellas Artes de San Fernando, dove si erano formati importanti artisti spagnoli, come Emilio Sala e Manuel Benedito; qui apprese la precisione e l'uso esuberante del colore che caratterizzano le sue opere iniziali.
Nel 1908 Maria vinse il terzo premio per il dipinto Primeros pasos alla Exposición Nacional de Bellas Artes, e il comune di Santander le assegnò una borsa di studio che le consentì l'anno dopo di continuare la sua istruzione artistica all'Academie Vitti a Parigi, sotto gli insegnamenti di Hermenegildo Anglada Camarasa e Kees van Dongen.
A Parigi fece parte di un gruppo di artisti e critici legati al cubismo, la Section d'Or. Conobbe diversi pittori, fra cui Jacques Lipchitz, Angelina Beloff e Diego Rivera, con i quali instaurò un rapporto di amicizia. Diventò amica intima di Juan Gris, un pittore cubista spagnolo, con il quale intraprese un comune percorso artistico.
Nel 1914, allo scoppio della prima guerra mondiale, Blanchard lasciò Parigi per fare ritorno a Madrid, nella casa della madre, dove sistemò uno studio che poi divise con alcuni degli artisti conosciuti in Francia.
Nel 1915 le sue opere furono presentate ad un'esposizione organizzata da Ramón Gómez de la Serna al Museo de Arte Moderno di Madrid. Fu contattata per insegnare arte a Salamanca, ma rimase delusa dall'esperienza e nel 1918 si trasferì nuovamente a Parigi, dove passò il resto della vita.
I primi dipinti di Maria Blanchard, come "Woman With a Fan", mostrano forme piatte e intrecciate. Il suo stile si fa più figurativo e tradizionale nel corso degli anni. Nei suoi dipinti si alternano contrasti tra colori brillanti e temi malinconici; le sue tele cercano di trasmettere sensazioni emotive.
Dopo le mostre in Francia alla Galleria L'Effort Moderne e al Salon des Indépendants di Parigi, in Belgio  e la mostra promossa nel 1921 dal Society of Independent Artists a New York, la richiesta delle opere di Blanchard aumentò enormemente. Venne contattata da alcuni importanti commercianti d'arte, ma pochi anni dopo, a causa della crisi economica, molti collezionisti smisero di investire nel suo lavoro. Divenne finanziariamente dipendente dall'amico Frank Flausch (1878-1926), fino alla morte di questi. In seguito si guadagnò da vivere con la vendita di qualche dipinto alle gallerie d'arte o a mecenati privati.
Nel 1927, alla morte dell'amico Juan Gris, Blanchard cadde in uno stato di depressione che la portò a riavvicinarsi alla religione. Durante questo periodo pensò addirittura all'ipotesi di farsi monaca e trasferirsi in convento, ma ben presto riprese a dipingere. La sorella Carmen e i nipoti andarono a vivere con lei a Parigi, alleviando la sua solitudine, ma peggiorando la sua situazione finanziaria.
La sua salute subì un progressivo peggioramento negli anni successivi, fino a quando, ammalata di tubercolosi, le divenne impossibile continuare a dipingere. Il 5 aprile 1932 morì all'età di 51 anni a Parigi.

### Opere
- Composición cubista (Composizione cubista),  1916-1919[11]
- Mujer con abanico (Woman with Fan), 1916[11]
- Nature morte cubiste (Cubist Still-life), 1917[11]
- Primeros pasos, 1908[12]
- La Comulgante, 1914[11]

### Eredità
Le opere di María furono molto apprezzate da diversi e importanti artisti del suo tempo, come l'amico Juan Gris e Jacques Lipchitz, che la descrisse come "un'artista sincera i cui dipinti contengono un doloroso sentimento di violenza insolita". Diego Rivera definì il suo stile "espressione pura". George Walder disse di lei: "Non essendo ostacolata dalla tirannia del naturalismo e neo-classicismo, si esprime liberamente senza andare contro le leggi dell'evoluzione della pittura francese dell'epoca".
I suoi dipinti sono stati comparati ai lavori di Pablo Picasso, con il quale condivise un'esposizione nella Hall Des Independance. Il Museo Nacional Centro de Arte Reina Sofía, Hood Museum of Art, e Courtauld Institute of Art ospitarono sue mostre personali.
Tra il 2012 e 2013 è stata realizzata la mostra Maria Blanchard, Cubista alla Fondazione Boutin a Santander e al Museo Nazionale d'Arte Reina Sofia a Madrid.